# Миланка Динић
Миланка Динић (Коларе, 15. април 1938 – Јагодина, 9. септембар 2017) је била сликар наивне уметности Србије. Припада групи друге генерације наивних уметника у Србији, али се њен опус са проширивањем делатности Музеја наивне и маргиналне уметности у Јагодини, као јединствене институције на Балкану, матичне за ову врсту културне баштине, почев од деведесетих година 20. века сврстава у тзв. Outsider art.

## Биографија
Рођена је 1938. у Колару код Јагодине (Србија). Сликарством се бавила од 1971. Излагала је самостално и групно у земљи и иностранству, као и на значајним међународним изложбама тријенала у Братислави (Словачка) и бијенала у МНМУ у Јагодини (Србија), на којима је била и добитник награда за изложена дела (Велика награда на Тринаестом бијеналу, МНМУ, Јагодина). Њена најрепрезентативнија остварења налазе се у Музеју наивне и маргиналне уметности у Јагодини, Србија. Умрла је 2017. у Јагодини. Светски је класик.

## Стил
Њен опус карактерише преплет елемената народне, наивне и уметности аутсајдера. Инспиришу је народне приче и легенде, па отуда змајеви, царски двори, ритуални измишљени онострани обреди. Људске прилике, али и хибридна бића из маште шетају фантастичним, рајским вртовима. Колорит који користи је интензиван и сиров. Орнаментално-декоративни третман форми, постигнут је тачкањем, линијама, волутама, ствара јединствен ритам на платну. Метаморфоза облика и несвакидашња хармонија флоралних, антропоморфних и зоморфних елемената на слици указује на постојање horror vacui – а. Својом креативном маштом уметница је створила оригиналне параболе и приче о добру и злу. Мозаиком бојених, треперавих пигмената она постиже оптичке ефекте. Фронталност у грађењу композиције, надреална тематика и оригинална хроматска игра главне су одлике њеног изражавања.